# Isometrische illusie

Zie je de binnenkant of buitenkant van de twee panelen?

Een isometrische illusie is een optische illusie die het gevolg is van isometrische projectie van een voorwerp, indien daardoor de ruimtelijke oriëntatie op (ten minste) twee manieren kan worden geïnterpreteerd. De Necker-kubus is het bekendste voorbeeld van een isometrische illusie. De illusie kan vaak worden opgelost, door in de tekening onderscheid te maken tussen volle lijnen die aan de voorzijde van het object te zien zijn en andere lijnen (dunner of onderbroken) waarbij dat niet het geval is.
De isometrische illusie is een gevolg van het ontbreken van perspectief in de isometrische projectie.
De kunstenaar M.C. Escher maakt veelvuldig gebruik van isometrische illusies, waardoor de kijker dikwijls visuele paradoxen over voor- en achtergrond krijgt voorgespiegeld, zoals in het werk Hol en bol.